# Heart Beats (film 1915)
Heart Beats è un cortometraggio muto del 1915 diretto da John G. Adolfi.

## Produzione
Il film venne prodotto dalla Reliance Film Company.

## Distribuzione
Distribuito dalla Mutual, il film - un cortometraggio di due bobina - uscì nelle sale cinematografiche USA il 6 febbraio 1915.